# Toporcsa
Toporcsa (románul: Topârcea, németül: Tschapertsch) település Romániában, Szeben megyében.

## Fekvése
Nagyszebentől 34 km-re nyugatra, Vízaknától 10 km-re nyugatra fekvő település.

## Története
1309-ben Kapaka néven említik először, jelenlegi magyar neve először 1508-ban jelentkezik a forrásokban.
A települést erdélyi szászok alapították, 1309-ben papja, Pál szerepel a gyulafehérvári székeskáptalan és a szász papok közti perben.
A szász lakosságot utoljára 1336-ban említik, ezt követően nyom nélkül eltűntek. 1478-ban már román lakosságú falunak írják.
A trianoni békeszerződésig Szeben vármegye Szerdahelyi járásához tartozott.

## Lakossága
1910-ben 1567 lakosa volt, ebből 1566 román és 1 egyéb nemzetiségűnek vallotta magát.
2002-ben 219 román nemzetiségű lakosa volt.